# William Tatton
William Tatton (1659-1736) est un soldat de carrière dans l'armée britannique qui a atteint le grade de lieutenant-général. 

## Carrière
Il est l'homme de confiance de John Churchill, 1er duc de Marlborough tout au long de la guerre de succession d'Espagne, et en avril 1704, le duc le nomme colonel des Horse Guards. En août 1704, il mène l'avant-garde pour la course audacieuse du duc vers le Danube, ce qui entraîne la défaite écrasante des forces françaises et bavaroises lors de la bataille de Blenheim . Après cette victoire, Tatton est nommé colonel d'un régiment d'infanterie (qui deviendra plus tard le 24e régiment d'infanterie et les Borderers du sud du Pays de Galles), poste qu'il occupe jusqu'en 1708 . 
Après la guerre, l'armée est impliquée dans la répression de la rébellion jacobite de 1715, lorsque Tatton est chargé de faire emprisonner les rebelles condamnés à Londres . 
Il atteint finalement le grade de lieutenant-général . Du 24 novembre 1729 jusqu'à sa mort, il est colonel des Buffs, 3e régiment de fantassins, alors encore connu sous le nom de Holland Regiment au service du prince d'Orange . 
Il est décédé en juin 1736 et est enterré à Hillingdon à Middlesex . 

## Famille
Il épouse Elizabeth Bull, sœur de Sir John Bull (homme d'affaires) (en). Leur fille Katharine épouse en 1724 Edward Nevill, 15e baron Bergavenny et en 1725, après sa mort, son cousin William Nevill (16e baron Bergavenny). 
Il épouse ensuite Ann Harvey, fille du Dr Gideon Harvey, le 26 février 1717 à l'église St Mary Aldermary de Londres. Leur fille Elizabeth en 1741 épouse Henry Flower, 1er vicomte Ashbrook .